# Merle Curti
Merle Eugène Curti (né le 15 septembre 1897 à Papillion, Nebraska – mort le 9 mars 1996, à Madison, Wisconsin) est un historien américain. Il est l'une des grandes figures de l'histoire sociale et de l'histoire intellectuelle américaine. Progressif, il s'inscrit dans une conception Turnerienne de l'économie et de la matrice sociale américaine. Pionnier de l'histoire de la paix, et de l'histoire sociale et intellectuelle, il participe au développement de méthodes quantitatives qui inspirent la Cliométrie.
Il reçoit le prix Pulitzer d'histoire en 1944 pour son ouvrage The Growth of American Thought, publié un an plus tôt.

## La vie
Curti est né à Papillion, Nebraska, une banlieue d'Omaha, le 15 septembre 1897. Ses parents sont Jean Eugene Curti, un immigrant suisse, et Alice Hunt, une Yankee du Vermont. Curti fréquente fait ses études secondaires à Omaha. Il est ensuite diplômé à Harvard, summa cum laude. Il étudie un an en France, où il rencontre Margaret Wooster (1898-1963), docteure de l'université de Chicago et pionnière dans la recherche en psychologie du développement. Ils se marient en 1925 et ont deux filles. Curti obtient son doctorat en 1927, à Harvard, sous la direction de Frederick Jackson Turner.
Curti a enseigné au Beloit College, au Smith College et à l'université Columbia. En 1942, il rejoint le corps professoral de l'université de Wisconsin à Madison, où il enseigne pendant 25 ans. Il exerce également au Japon, en Australie et en Inde, et donne des conférences en Europe.
Merle Curti est président de la Mississippi Valley Historical Association (maintenant nommé l'Organization of American Historians) en 1952, et de l'American Historical Association en 1954.
Il est cofondateur de l American Studies Association. Il en est le vice-président de 1954 et 1955.
Curti est également membre de l'Académie américaine des arts et des sciences et de la Société américaine de philosophie.
En 1977, l'Organization of American Historians établi le crée un prix Merle Curti, décerné chaque année pour le meilleur livre d'histoire sociale, intellectuelle et/ou culturelle.
Il meurt le 9 mars 1996, à Madison, dans le Wisconsin.

## Apports historiographiques
Alors qu'il enseigne Smith College, Merle Curti publie son premier ouvrage, en 1929. Il est intiturlé The American Peace Crusade, 1815–1860. L'ouvrage est écrit après qu'Arthur M. Schlesinger, Sr. (qui a remplacé Turrner à Harvard) a rejeté sa première proposition, une ébauche de ce qui sera son ouvrage The Growth of American Thought.

### Peace studies
Muté à Teachers College à Columbia en 1931, il publie un livre sur William Jennings Bryan et sur le concept de paix mondiale Bryan and World Peace. Il publie plus tard, en 1936, Peace or War: The American Struggle. Avec ces ouvrages, Curti contribue à la fondation des Peace studies, un champ d'études historiographiques à l'époque novateur. Il est critique du mouvement pacifiste, considérant que ses tenants ont ignoré les grands changements sociaux, notamment le rejet que le New Deal fait du capitalisme américain traditionnel. En 1964, il participe à la Conférence sur la Recherche sur la Paix en Histoire (Conference on Peace Research in History), aujourd'hui appelée la Peace History Society. Il publie en 1946 The Roots of American Loyalty, une histoire du patriotisme américain.
Il quitte la foi catholique traditionnelle de sa famille pour l'Unitarisme. Non-marxiste, il vote pour le candidat socialiste aux élections américaines, dans un engagement pour la paix mondiale.

### Histoire intellectuelle
Merle Curti s'est aussi intéressé à l'histoire intellectuelle, et contribue à établir cette discipline comme un champ académique distinct. Son premier travail dans ce domaine s'intitule The Social Ideals of American Educators, et est publié en 1935. En 1944, il remporte le prix Pulitzer d'histoire pour The Growth of American Thought. L'ouvrage se concentre sur les différents penseurs politiques américains, depuis les premières colonies, en se focalisant sur sa perception de la démocratie. Curti est adepte de la thèse de La Frontière, telle que formulée par Turner. Il s'est cependant peu intéressé aux mythes et symboles américains, contrairement aux tenants des American Studies. Contrairement à Perry Miller, qui a fortement marqué une génération d'historiens par ses thèses en histoire intellectuelle et sociale, Curti n'a pas marqué ce champ là, se concentrant plutôt sur les facteurs socio-économiques pour expliquer les dispositions intellectuels des acteurs historiques. Son ouvrage n'est pas tant une histoire des idées qu'une histoire socio-économique des contextes où celles-ci émergent.

### LaNew social history
Dans les années 1950, Curti s'intéresse à l'histoire sociale du Comté de Trempealeau, dans le Wisconsin, en appliquant des méthodes d'analyse quantitative alors innovantes dans le champ historique. L'ouvrage tiré de ces travaux, paru en 1959, The Making of an American Community: A Case Study of Democracy in a Frontier County, s'impose comme une œuvre pionnière de cette nouvelle histoire sociale. Margaret Wooster, son épouse, a grandement contribué en fournissant la méthode pour le travail quantitative. Ce travail n'a cependant pas fait des émules chez les historiens, ces derniers s'inscrivant plutôt dans le modèle historiographique quantitatif de Stephan Thernstrom, appliqué dans Poverty and Progress: Social Mobility in a Nineteenth-Century American City, paru en 1964, qui mobilise des méthodes similaires en se basant sur des recensements locaux. Ce dernier se focalise sur des espaces urbains quand Curti se base plutôt sur des matrices rurales ; en outre, le modèle de Stephan Thernstrom est plus facile à reproduire seul, ce qui permet à des étudiants en doctorats de le mobiliser plus aisément, là où Curti travaille avec des assistants. Là où l'histoire sociale traditionnelle se focalise plutôt sur les racines des mouvements politique (comme les Populistes), la "nouvelle" histoire sociale portée par Curti et d'autres s'intéresse à la population globale à l'aide de méthodes statistiques et de méthodes issues des sciences sociales.
En 1942, Curti est nommé Professeur "Frederick Jackson Turner" d'histoire à l'université du Wisconsin. il prend sa retraite en 1968. Il continue à écrire, actualisant son Rise of the American Nation, coécrit avec Lewis Todd, dont la première édition remonte à 1950.
Au cours de sa carrière, Curti supervise 86 thèses de doctorat à Columbia et dans le Wisconsin, parmi lesquelles celle de Richard Hofstadter sur le Darwinisme Social, de John Higham sur le nativisme, de Bourke sur les community studies, de Allen Davis sur le Progressisme et Jane Addams, ou encore de Roderick Nash sur l'environnement. Il soutient une très large correspondance à travers le monde, étant connu pour son soutien important prodigué à ses étudiants, en marge des conflits qui animent l'université au cours de sa carrière.

## Publications
- 1929 : The American Peace Crusade, 1815–1860
- 1929 : « Non-Resistance in New England », The New England Quarterly Vol. 2, No. 1 (Jan., 1929), p. 34–57 JSTOR:359819
- 1931 : Bryan and World Peace. Northampton, Mass.: Smith College Studies in History.
- 1932 : « Robert Rantoul, Jr., The Reformer in Politics », The New England Quarterly Vol. 5, No. 2 (Apr., 1932), p. 264–280 JSTOR:359613
- 1932 :  The Social ideas of American Educators (réédité en 1959)
- 1936 : Peace or War: The American Struggle, 1636–1936 (1936).
- 1937 : « The Great Mr. Locke: America's Philosopher, 1783-1861 », The Huntington Library Bulletin No. 11 (Apr., 1937), p. 107–151 JSTOR:3818115
- 1937 : « Public Opinion and the Study of History », The Public Opinion Quarterly Vol. 1, No. 2 (Apr., 1937), p. 84–87 JSTOR:2744909
- 1941 : « Francis Lieber and Nationalism », The Huntington Library Quarterly Vol. 4, No. 3 (Apr., 1941), p. 263–292 JSTOR:3815705
- 1942 : « The American Scholar in Three Wars », Journal of the History of Ideas, Vol. 3, No. 3 (Jun., 1942), p. 241–264 JSTOR:2707304
- 1943 : The Growth of American Thought. (réédité en 1951), 912 pp.
- 1949 : The University of Wisconsin A History 1848–1945 (3 volumes, édité jusqu'en 94), avec Vernon Rosco Carstenson, Edmund David Cronon, et John William Jenkins.
- 1946 : The Roots of American Loyalty
- 1949 : « The Reputation of America Overseas (1776–1860) », American Quarterly Vol. 1, No. 1 (Spring, 1949), p. 58–82 JSTOR:3031253
- 1950 : « America at the World Fairs, 1851-1893 », The American Historical Review Vol. 55, No. 4 (Jul., 1950), p. 833–856 JSTOR:1841163
- 1950 : « The Immigrant and the American Image in Europe, 1860-1914 »,  with Kendall Birr; The Mississippi Valley Historical Review Vol. 37, No. 2 (Sep., 1950), p. 203–230 JSTOR:1892129
- 1950 :  Rise of the American Nation, coécrit avec Lewis Paul Todd (1950–82); plusieurs éditions jusqu'en 1982.
- 1952 : « The Democratic Theme in American Historical Literature », The Mississippi Valley Historical Review Vol. 39, No. 1 (Jun., 1952), p. 3–28, presidential address; JSTOR:1902841
- 1952 : « 'The Flowery Flag Devils': The American Image in China 1840-1900." with John Stalker; Proceedings of the American Philosophical Society Vol. 96, No. 6 (Dec., 1952), p. 663–690 JSTOR:3143636
- 1953 : « Human Nature in American Thought », Political Science Quarterly Vol. 68, No. 3 (Sep., 1953), p. 354–375 JSTOR:2145605
- 1953 : « Human Nature in American Thought: Retreat from Reason in the Age of Science », Political Science Quarterly Vol. 68, No. 4 (Dec., 1953), p. 492–510 JSTOR:2145186
- 1955 : « Intellectuals and Other People », The American Historical Review Vol. 60, No. 2 (Jan., 1955), p. 259–282, presidential address JSTOR:1843186
- 1957 : « Woodrow Wilson's Concept of Human Nature », Midwest Journal of Political Science Vol. 1, No. 1 (May, 1957), p. 1–19 JSTOR:2109008
- 1958 : « American Philanthropy and the National Character », American Quarterly Vol. 10, No. 4 (Winter, 1958), p. 420–437 JSTOR:2710584
- 1959 : The Making of an American Community: A Case Study of Democracy in a Frontier County.
- 1961 : « Tradition and Innovation in American Philanthropy », Proceedings of the American Philosophical Society Vol. 105, No. 2 (Apr., 1961), p. 146–156 JSTOR:985626
- 1961 : « Jane Addams on Human Nature », Journal of the History of Ideas Vol. 22, No. 2 (Apr., 1961), p. 240–253 JSTOR:2707835
- 1967 : « The Changing Concept of "Human Nature" in the Literature of American Advertising », The Business History Review Vol. 41, No. 4 (Winter, 1967), p. 335-357, illustrated; JSTOR:3112645
- 1980 : Human Nature in American Thought: A History
- 1988 : American Philanthropy Abroad